# Walter Lidén
Anders Walter Lidén (ur. 10 marca 1887 w Göteborgu, zm. 13 stycznia 1969 tamże) – szwedzki piłkarz, reprezentant kraju grający na pozycji pomocnika.

## Kariera klubowa
Podczas swojej kariery piłkarskiej Walter Lidén występował w IFK Göteborg. Z IFK zdobył mistrzostwo Szwecji w 1908.

## Kariera reprezentacyjna
W reprezentacji Szwecji Lidén zadebiutował 23 października 1908 w przegranym 0-2 meczu o brązowy medal z Holandią na Igrzyskach Olimpijskich w Londynie. Drugi i ostatni raz w reprezentacji Fagrell wystąpił dwa dni później w przegranym 3-5 towarzyskim spotkaniu z tym samym przeciwnikiem.
| Mecze i gole w reprezentacji | Mecze i gole w reprezentacji | Mecze i gole w reprezentacji | Mecze i gole w reprezentacji | Mecze i gole w reprezentacji | Mecze i gole w reprezentacji | Mecze i gole w reprezentacji |
| #                            | Data                         | Miasto                       | Przeciwnik                   | Gol                          | Wynik                        |                              |
| ---------------------------- | ---------------------------- | ---------------------------- | ---------------------------- | ---------------------------- | ---------------------------- | ---------------------------- |
| 1.                           | 23.10.1908                   | Londyn                       | Holandia                     |                              | 0:2                          | Igrzyska Olimpijskie         |
| 2.                           | 25.10.1908                   | Haga                         | Holandia                     |                              | 3:5                          | towarzyski                   |